# Sugo (album)
Sugo è il secondo album di Eugenio Finardi, pubblicato nel 1976 dalla Cramps.

## Descrizione
L'album venne preceduto dall'uscita di due 45 giri estratti dal disco: Soldi/Voglio nell'autunno del 1975 e Musica ribelle/La radio poche settimane prima della pubblicazione dell'album.
La canzone La radio, inizialmente nata come jingle di Radio Popolare, diventò il simbolo delle radio libere, in piena fase di sviluppo a quel tempo.
Tra i musicisti, oltre a Lucio Fabbri Alberto Camerini e Walter Calloni, ci sono Patrizio Fariselli e Paolo Tofani degli Area che gravitavano nella Cramps di Gianni Sassi, fucina del rock milanese del tempo.
L'album è presente nella classifica dei 100 dischi italiani più belli di sempre secondo Rolling Stone Italia alla posizione numero 27.

## Tracce
Lato A
1. Musica ribelle – 4:31
2. La radio – 2:09
3. Quasar – 4:37
4. Soldi – 5:46
5. Ninnananna – 2:22

Durata totale: 19:25
Lato B
1. Sulla strada – 4:19
2. Voglio – 4:35
3. Oggi ho imparato a volare – 2:37
4. La C.I.A. – 4:00
5. La paura del domani – 3:33

Durata totale: 19:04

## Formazione
- Eugenio Finardi – voce (in tutte le tracce tranne la 3), chitarra (tracce 1, 2, 6, 8), basso (tracce 3, 9), pianoforte (traccia 4, 8, 10), organo Hammond (tracce 3, 7), percussioni (tracce 3, 7)
- Lucio Fabbri – violino (tracce 1, 2, 4, 5, 8, 10), basso (traccia 2), pianoforte (tracce 1, 3, 5), organo Hammond (tracce 3, 9), ARP Odyssey (traccia 3), percussioni (traccia 3), violoncello (tracce 4, 10), cori (tracce 2, 5), chitarra (tracce 6, 9)
- Walter Calloni – batteria (in tutte le tracce tranne la 5)
- Hugh Bullen – basso (tracce 1, 4, 7)
- Claudio Pascoli — sax soprano (tracce 1, 6), sax tenore (traccia 3)
- Paolo Tofani – chitarra (tracce 1, 3, 4, 7)
- Alberto Camerini – chitarra (tracce 4, 7)
- Lucio Bardi – mandolino (tracce 1, 8)
- Patrizio Fariselli - sintetizzatore ARP Odyssey (tracce 1, 9, 10), pianoforte (traccia 10)
- Luca Francesconi – Fender Rhodes (traccia 7)
- Ares Tavolazzi – contrabbasso (tracce 3), basso (tracce 6)
- Sebastiano Piscicelli – percussioni (tracce 1-3, 6, 8)